# Ratolí marsupial d'Aitken
El ratolí marsupial d'Aitken (Sminthopsis aitkeni) és una espècie de Sminthopsis de color gris sutjós, amb la part inferior del cos més pàl·lida. Només es troba a la part occidental de l'illa Kangaroo d'Austràlia Meridional i és l'únic mamífer endèmic de l'illa.